# Moltkia coerulea
Espèce
Classification phylogénétique
La Moltkia bleuâtre (Moltkia coerulea) est une espèce de plantes de la famille des Boraginacées originaire d'Italie.

## Description
Moltkia coerulea forme un petit buisson, vivace, caduc et de petite taille (moins 40 cm).
Les feuilles sont oblongues-lancéolées, un peu soyeuses, et portées par des tiges ascendantes anguleuses, ligneuses à leur base.
Les fleurs, portées par des cymes scorpioïdes terminales, de couleur bleue, certaines virant au rose-mauve, sont tubulaires campanulées, au calice formé de cinq sépales deux à trois fois plus courts que la corolle, à cinq pétales sans pilosité, cinq étamines dépassant légèrement la corolle, un pistil très largement exsert et des carpelles à deux ovules (caractéristiques assez générales de la famille).
Le fruit est formé de quatre graines en forme de noix, grandes, ovales et ridées.
Cette espèce compte 2 × n = 14 chromosomes.

## Distribution
Cette espèce est originaire d'une assez vaste zone centrée sur le Caucase, de l'ouest de l'Anatolie au nord-est de l'Iran principalement, ainsi qu'au nord de la Syrie.
Il s'agit d'une espèce de terrains ensoleillés, calcaires et secs.

## Utilisation
Cette espèce a connu un usage ornemental en plante de jardin de rocaille fin du XIXe siècle. Elle est un peu diffusée en France.

## Historique et position taxinomique
Carl Ludwig von Willdenow décrit cette plante, collectée par Joseph Pitton de Tournefort avec l'indication : Symphytum orientale angustifolium flore coeruleo, sous le nom de Onosma coerulea, l'épithète spécifique faisant référence à la couleur bleue de la fleur. Willdenow, comme Tournefort, a choisi des deux orthographes latines de l'adjectif « bleu sombre » - caeruleus, a, um et coeruleus, a, um - la deuxième. Les index et les auteurs se partagent entre les deux orthographes possibles de l'épithète spécifique : coerulea (IPNI, GRIN, Tropicos, Cuvier, M.G. Popov...) et caerulea (Tropicos, MNHN, I.M.Johnston...).
Johann Georg Christian Lehmann la déplace en 1817 dans le genre Moltkia et en fait l'espèce type du genre parmi les deux premières espèces qu'il y rattache. En 1821, il publie les gravures de ces deux espèces.
En 1953, Ivan Muray Johnston confirme son classement dans le genre Moltkia et la place dans la section Eumoltkia (Viv.) I.M.Johnston . Il suggère plusieurs synonymies possibles :
- Moltkia punctata Lehm.
- Cynoglossum rugosum Sest. ex Roem. & Schult.
- Lithospermum rugosum (Sest. ex Roem. & Schult.) DC.

Comme le genre, elle est placée dans la tribu des Lithospermeae de la sous-famille des Boraginae de la famille des Boraginacées.